# قرار مجلس الأمن التابع للأمم المتحدة رقم 2025
قرار مجلس الأمن التابع للأمم المتحدة رقم 2025، المتخذ بالإجماع في 14 ديسمبر 2011.

## القرار
قرر مجلس الأمن، على الرغم من التقدم الكبير، أن الوضع في ليبريا لا يزال يمثل تهديدًا للسلم والأمن الدوليين في المنطقة وجدد لمدة 12 شهرًا حظر سفر الأشخاص الذين يعتبرون تهديدًا للسلام في ليبريا وحظر توريد الأسلحة، المعدلة في قرارات سابقة للسماح للحكومة الليبيرية وكذلك بعثة الأمم المتحدة لحفظ السلام في البلاد بتلقي عتاد عسكري معين.
وباعتماد القرار 2025 (2011) بالإجماع بموجب الفصل السابع، مدد المجلس أيضًا ولاية فريق الخبراء لمدة عام واحد، الذي تم تعيينه لأول مرة في عام 2009 بموجب القرار 1903، الذي يرصد تنفيذ التدابير.
ومن خلال النص، طالب المجلس، الذي لاحظ بقلق بالغ عدم إحراز تقدم فيما يتعلق بتنفيذ التدابير المالية المفروضة بموجب القرار 1532 (2004)، حكومة ليبريا ببذل كل الجهود اللازمة للوفاء بالتزاماتها.
وعند طلب إعادة تعيين الفريق كلفه من بين أمور أخرى بإيفاد بعثتي تقييم للمتابعة إلى ليبريا والدول المجاورة للتحقيق وتجميع التقارير عن التنفيذ وأي انتهاكات لحظر الأسلحة ومصادر التمويل، مثل من الموارد الطبيعية لتجارة الأسلحة غير المشروعة؛ ومساعدة لجنة العقوبات في تحديث الأسباب المتاحة للجمهور لإدراج القيود في قوائم حظر السفر وتجميد الأصول.
وبموجب حكم آخر، أكد المجلس من جديد ضرورة قيام بعثة الأمم المتحدة في ليبريا وعملية الأمم المتحدة في كوت ديفوار بتنسيق استراتيجياتهما وعملياتهما في المناطق القريبة من الحدود بين ليبريا وكوت ديفوار من أجل المساهمة في الأمن دون الإقليمي.

## روابط خارجية
- النص الكامل لقرار مجلس الأمن رقم 2025